# Eugotoea petalina
Eugotoea petalina är en nässeldjursart som beskrevs av Lynn Margulis 1989. Eugotoea petalina ingår i släktet Eugotoea och familjen Corymorphidae. Inga underarter finns listade i Catalogue of Life.